# Giovanni Brunelli (pittore)
Giovanni Brunelli (Verona, 1644/1646 – Crema, 1722) è stato un pittore italiano.

## Biografia
Fu noto per le sue composizioni, ma anche come copiatore d'opere di artisti celebri, in particolare di quelle di Paolo Veronese.
Grazie all'intervento del canonico lateranense Leonardo Morando verso il 1676 si trasferì a Crema, dove realizzò all'inizio del Settecento sei piccole tavole per la chiesa di San Bernardino degli Osservanti, appartenenti a un ciclo su sant'Eligio: Sant'Eligio consacrato vescovo, Sant'Eligio vescovo libera un indemoniato, Sant'Eligio aiuta i poveri, Sant'Eligio libera un innocente condannato all'impiccagione, Sant'Eligio assiste un paralitico, Sant'Eligio vescovo libera un'indemoniata. Nella Cappella dei Cazzuli di Capergnanica è autore di un ciclo di affreschi. Gli è stata attribuita una Natività di Maria della chiesa di San Biagio a Izano.
Nella chiesa del Sacro Cuore di Crema Nuova sono conservate sei tele di argomento biblico, già di proprietà del capitolo della cattedrale, raffiguranti Giuditta e Oloferne, Il giudizio di Salomone, Mosè salvato dalle acque, La serva d’Abramo mostra i doni a Rebecca, Il convitto di Baldassarre, Salomè con la testa di San Giovanni Battista. Nella chiesa di San Bartolomeo ai Morti si ammira una sua Resurrezione di Lazzaro. Gli sono pure attribuite due tele della chiesa della Santissima Trinità (Crema) che raffigurano San Francesco Saverio che libera un'ossessa e San Francesco Saverio che resuscita una defunta.
La sua provenienza veronese fa sì che sia ritenuto, con Martino Cignaroli, responsabile dell'influsso veneto sulla pittura cremasca del Settecento. I due artisti erano entrambi membri della veronese Accademia del Disegno e forse si trasferirono a Crema contemporaneamente.

## Galleria d'immagini

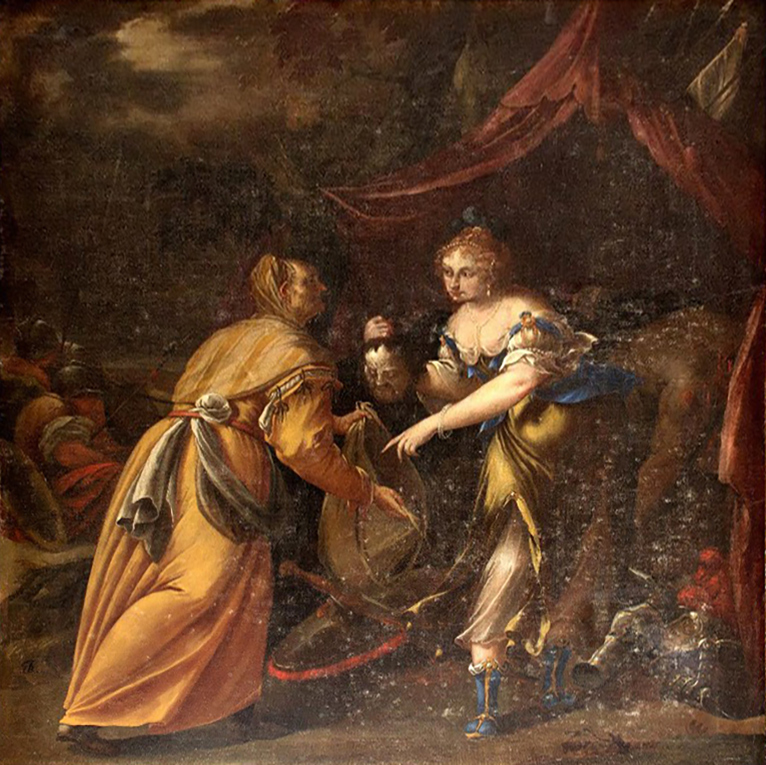
Giovanni Brunelli, Giuditta con la testa di Oloferne, olio su tela, 1675-1699 ca., chiesa del Sacro Cuore di Gesù
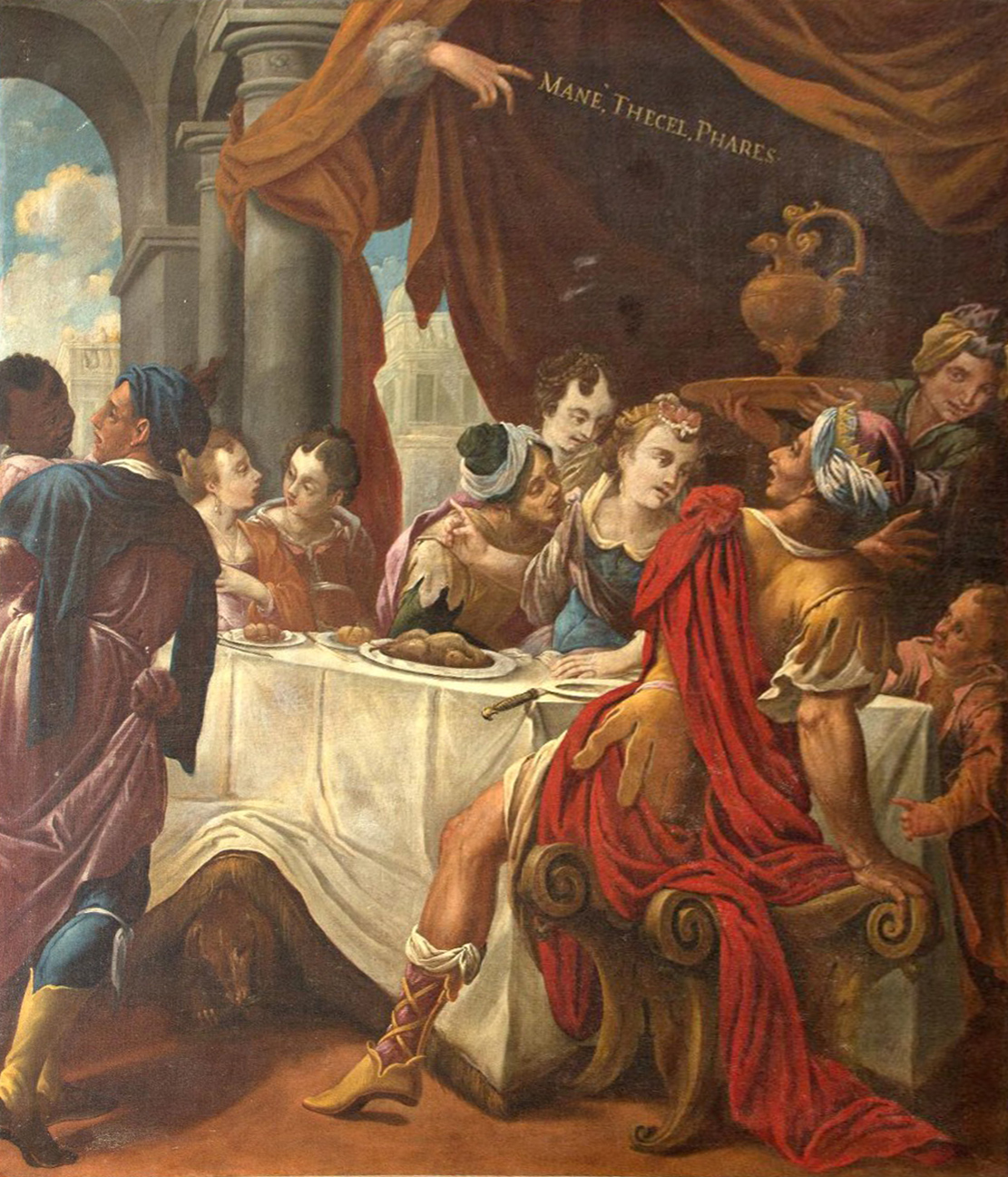
Giovanni Brunelli, Il convito di Baldassarre, olio su tela, 1675-1699 ca., chiesa del Sacro Cuore di Gesù
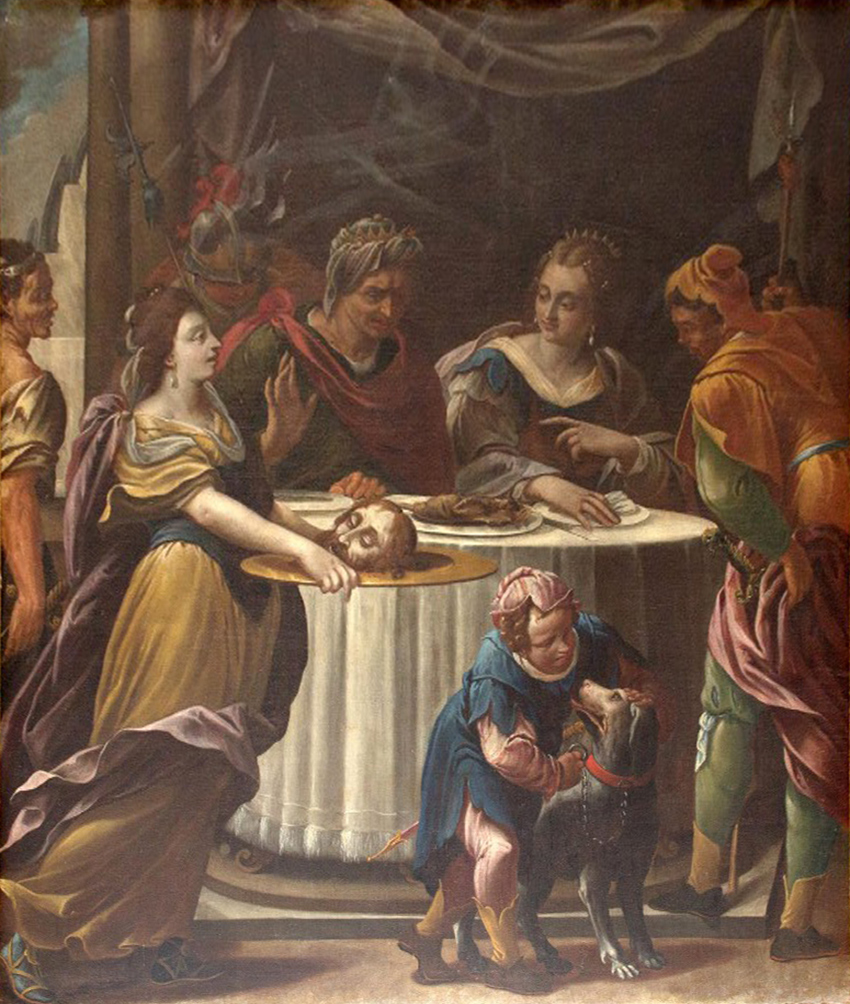
Giovanni Brunelli, Salomè con la testa di San Giovanni Battista, olio su tela, 1675-1699 ca., chiesa del Sacro Cuore di Gesù
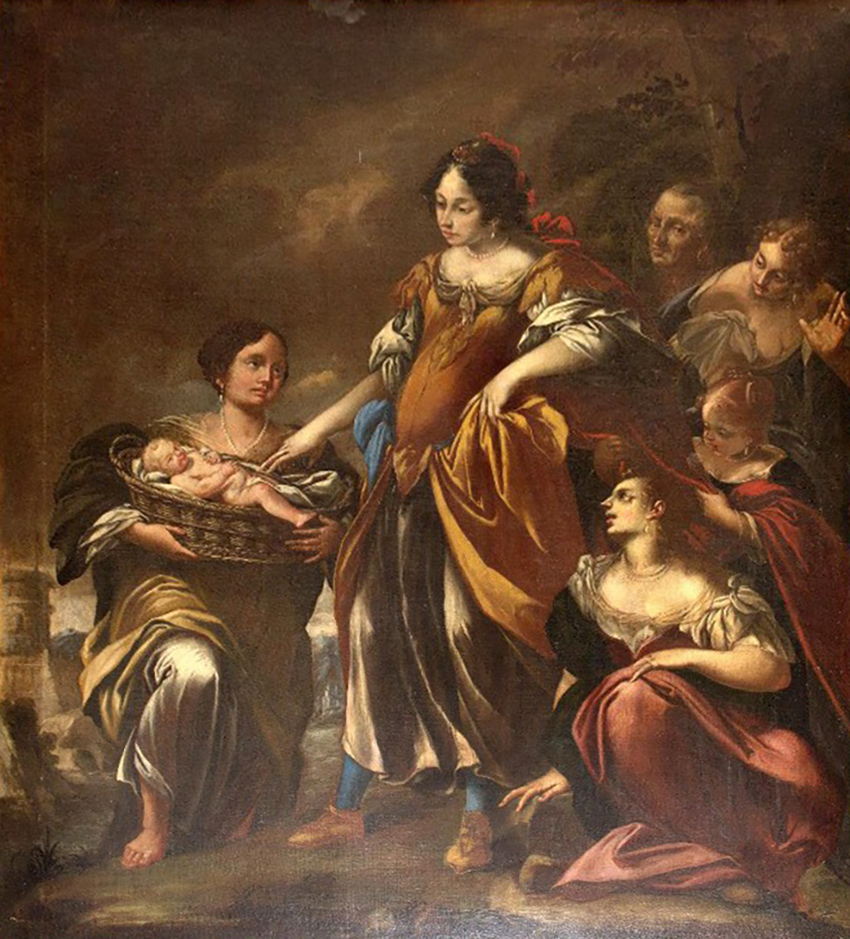
Giovanni Brunelli, Mosè salvato dalle acque, olio su tela, 1675-1699 ca., chiesa del Sacro Cuore di Gesù
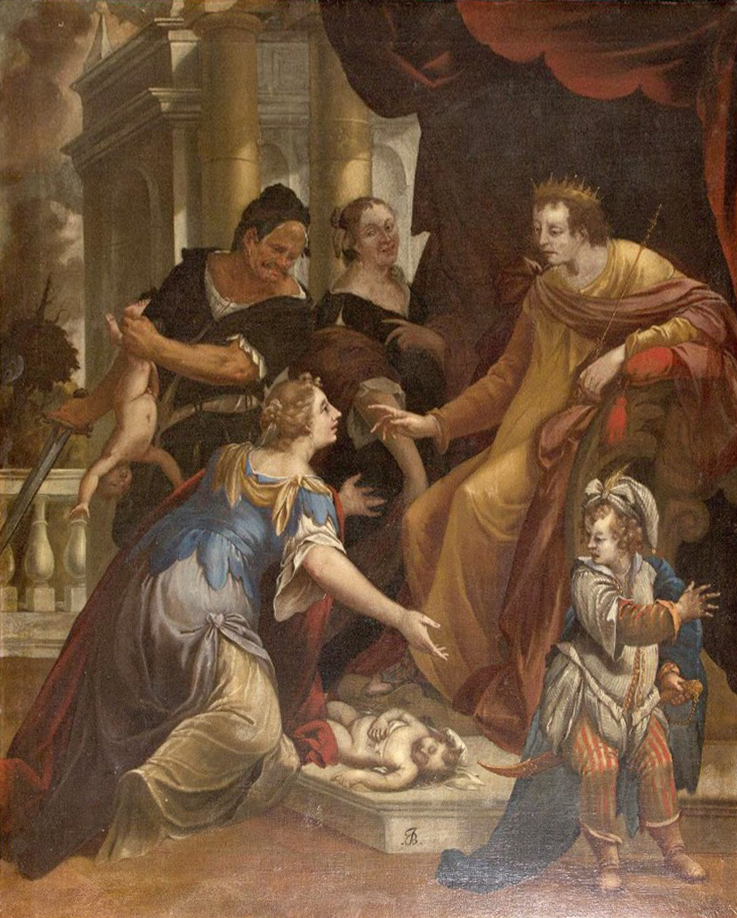
Giovanni Brunelli, Il giudizio di Salomone, olio su tela, 1675-1699 ca., chiesa del Sacro Cuore di Gesù
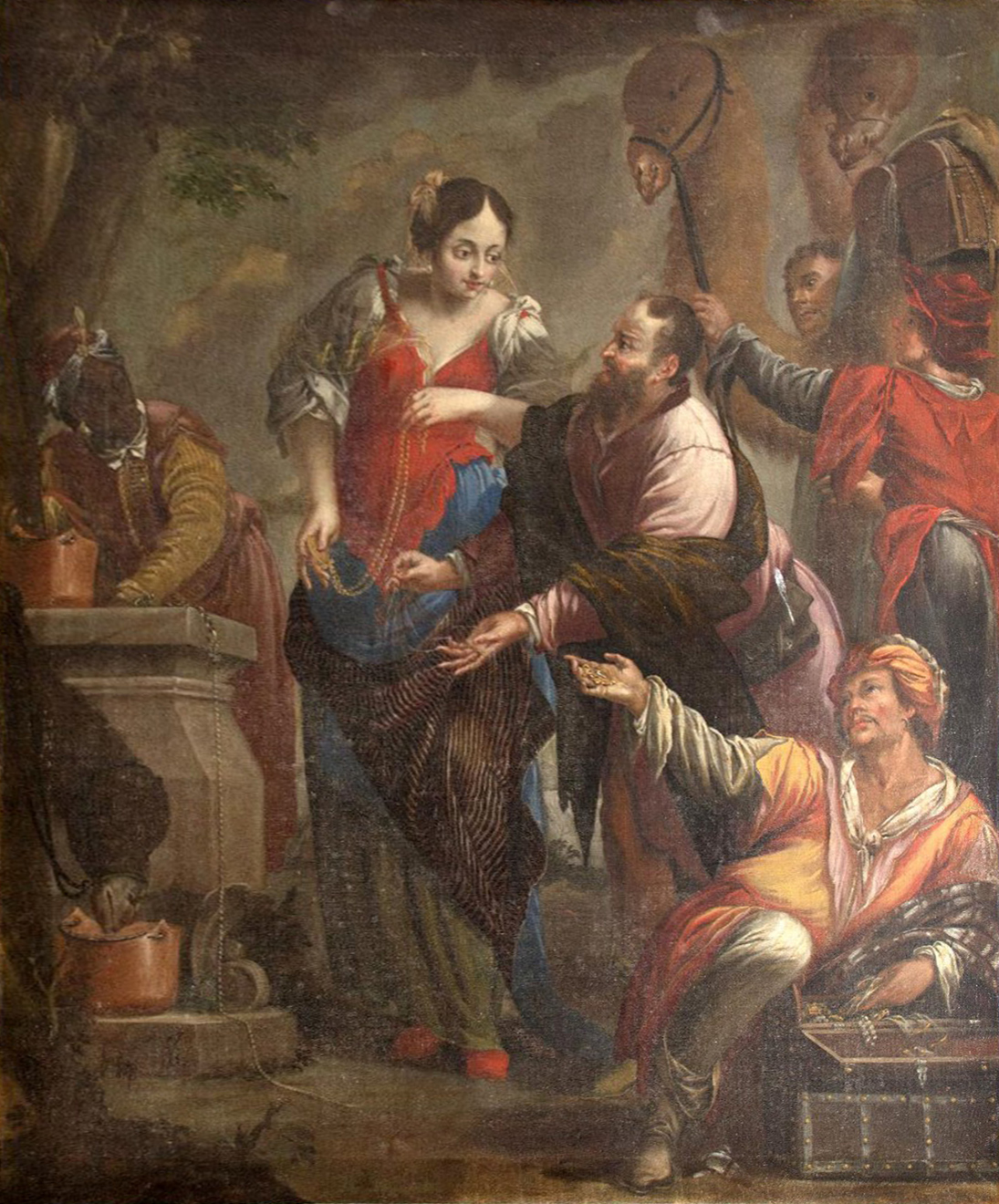
Giovanni Brunelli, Rebecca riceve i doni da Abramo, olio su tela, 1675-1699 ca., chiesa del Sacro Cuore di Gesù
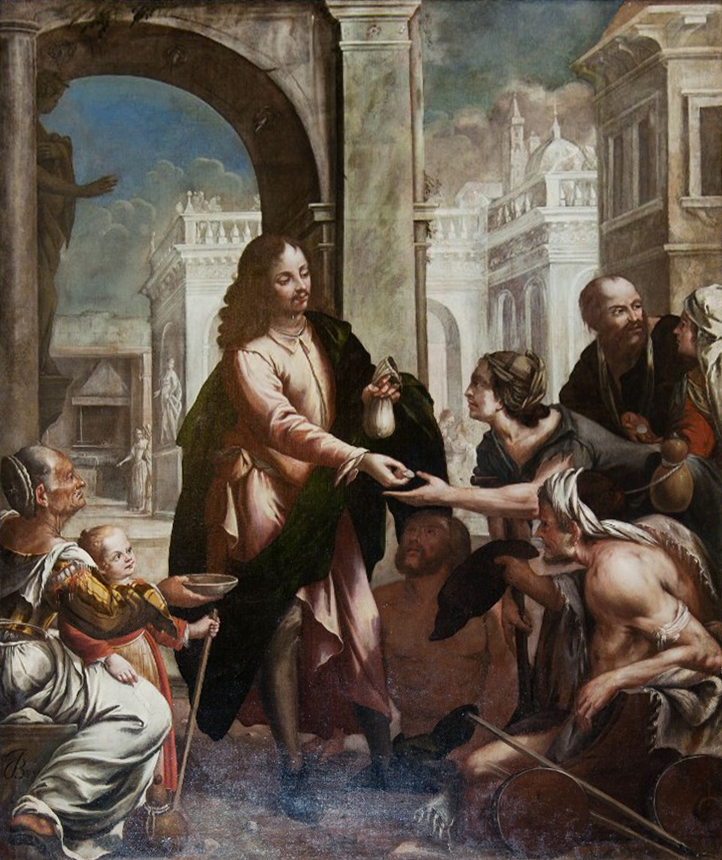
Giovanni Brunelli, Sant'Eligio aiuta i poveri, olio su tela, ca. 1700-1710, chiesa di San Bernardino degli Osservanti
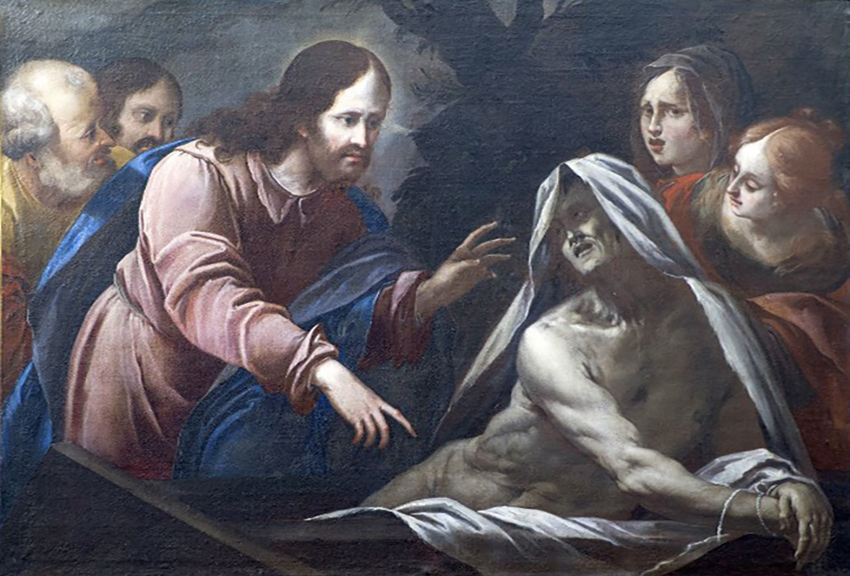
Giovanni Brunelli, Resurrezione di Lazzaro, ca. 1700-1722, chiesa di San Bartolomeo ai Morti